# Lanuéjols (Gard)
 Lanuéjols  es una población y comuna francesa, en la región de Languedoc-Rosellón, departamento de Gard, en el distrito de Le Vigan y cantón de Trèves.

## Demografía
| 452 | 379 | 337 | 312 | 304 | 330 |
| Para los censos de 1962 a 1999 la población legal corresponde a la población sin duplicidades (Fuente: INSEE [Consultar]) |     |     |     |     |     |